# Semenivka, Șarhorod
Semenivka (în ucraineană Семенівка) este un sat în comuna Derebciîn din raionul Șarhorod, regiunea Vinnița, Ucraina.

## Demografie
Componența lingvistică a localității Semenivka
     Ucraineană (98,42%)
     Alte limbi (1,59%)
Conform recensământului din 2001, majoritatea populației localității Semenivka era vorbitoare de ucraineană (98,42%), existând în minoritate și vorbitori de alte limbi.